# Ho-Sung Pak
 (avril 2019).
Si vous disposez d'ouvrages ou d'articles de référence ou si vous connaissez des sites web de qualité traitant du thème abordé ici, merci de compléter l'article en donnant les références utiles à sa vérifiabilité et en les liant à la section « Notes et références ».
Ho Sung Pak est un acteur coréano-américain né le 8 novembre 1967. C'est lui qui a interprété le kombattant Liu Kang dans les deux premiers jeux de Mortal Kombat, ainsi que Noob Saibot.

## Filmographie

### Acteur
- 1994 : Combats de maître 2 (Jui kuen II) : Henry
- 1995 : WMAC Masters (série télévisée) : Superstar
- 2000 : Epoch of Lotus : Mortis
- 2002 : The Book of Swords : Lang
- 2005 : Alone in the Dark : Agent Marko
- 2005 : BloodRayne : Kagan vampire guards #4
- 2006 : Chinaman's Chance : Pong
- 2006 : 18 Fingers of Death! (vidéo) : Young Buford
- 2006 : Dead and Deader : « Superstar Merc »
- 2007 : Manhattan Samouraï : Lee

### Producteur
- 2014 : The Prince de Brian A. Miller

### Cascadeur ou chorégraphe de combats
- 1991 : Tortues Ninja 2 : Raphael (doublure combat)
- 1993 : Tortues Ninja 3 : Raphael (doublure combat)